# Сафонова Олена Всеволодівна
Сафонова Олена Всеволодівна (нар. 1956) — радянська, російська і французька акторка. Заслужена артистка Російської Федерації (2011). Член громадської організації «Спілка кінематографістів Російської Федерації».
Фігурантка бази даних центру «Миротворець» (свідоме порушення Державного кордону України; незаконна комерційна діяльність на території анексованого РФ Криму).

## Життя та творчість
Народилася 14 червня 1956 р. в Ленінграді в родині актора В. Д. Сафонова. Закінчила Ленінградський державний інститут театру, музики і кінематографії (1981).
З 1986 року — актриса кіностудії «Мосфільм». В 1992—1997 роки працювала у Франції і в Росії. В даний час проживає в Москві.
У кінематографі дебютувала в 1974 році (в картині «Шукаю мою долю»), зіграла близько дев'яноста ролей у фільмах і серіалах.
Знялась у фільмах: «Софія Ковалевська» (1985, головна роль), «Зимова вишня» (1985, головна роль. Премія VII Міжнародного кінофестивалю, Мадрид; Спеціальний приз XIX Всесоюзного кінофестивалю, Алма-Ата), «Пригоди Шерлока Холмса і доктора Ватсона: Двадцяте століття починається» (1986, леді Хільда Трелоні Хоуп, жінка Хоупа), «Де міститься нофелет?» (1987), «Таксі-блюз» (1990), «Зимова вишня 2» (1991, головна роль), «Зимова вишня 3» (1996, т/ф, 8 с, головна роль), «Очі чорні» (1986, Премія в Каннах, 1987; Приз Давид ді Донателло, 1987), «Мадемуазель О.» (1993), «President і його жінка» (1996. ВКФ «Кіношок» в Анапі (1996): Приз за найкращу жіночу роль. Премія «Ника» 1996), «Жіноча власність» 1999) та ін.
Грала в українських кінокартинах: «Повернення Баттерфляй» (1982, Соломія Крушельницька), «Двоє під однією парасолькою» (1983, т/ф), «Чужий дзвінок» (1985, т/ф), «Обранець долі» (1986, т/ф), «Філер» (1987, Настя), «Принцеса на бобах» (1997, Ніна Шереметьєва; Спеціальний приз НТВ і НТВ-плюс на Міжнародному кінофестивалі «Кінотавр», Премії на кінофестивалях — «Вікно в Європу», Виборг; «Сузір'я—97»), «Не звикайте до чудес...» (2003), «Діви ночі» (2007), «Кульбаба» (2011), «Свати 5» (2011) тощо.

## Цікаві факти
У 1987 році Олена Сафонова разом з режисером Микитою Михалковим брала участь у телепередачі італійського співака Адріано Челентано «Fantastico 8».